# Ostiches
Ostiches is een dorp in de Belgische provincie Henegouwen, en een deelgemeente van de Waalse stad Aat.
Ostiches was een zelfstandige gemeente, tot die bij de gemeentelijke herindeling van 1977 toegevoegd werd aan de gemeente Aat.

## Bezienswaardigheden
- In het dorp bevindt zich Le Blanc Moulin, een maalvaardig gerestaureerde stenen korenmolen.
- De Sint-Pieterskerk (Église Saint-Pierre) is een neoclassicistisch kerkgebouw van 1827-1828. De westtoren is van 1780. Het gotisch doopvont is van omstreeks 1500.

## Natuur en landschap
Ten noorden van Ostiches stroomt de Trimpont in oostelijke richting naar de Dender. De hoogte van Ostiches bedraagt 42 meter.

## Demografische ontwikkeling
- Bronnen:NIS, Opm:1831 tot en met 1970=volkstellingen, 1976= inwoneraantal op 31 december

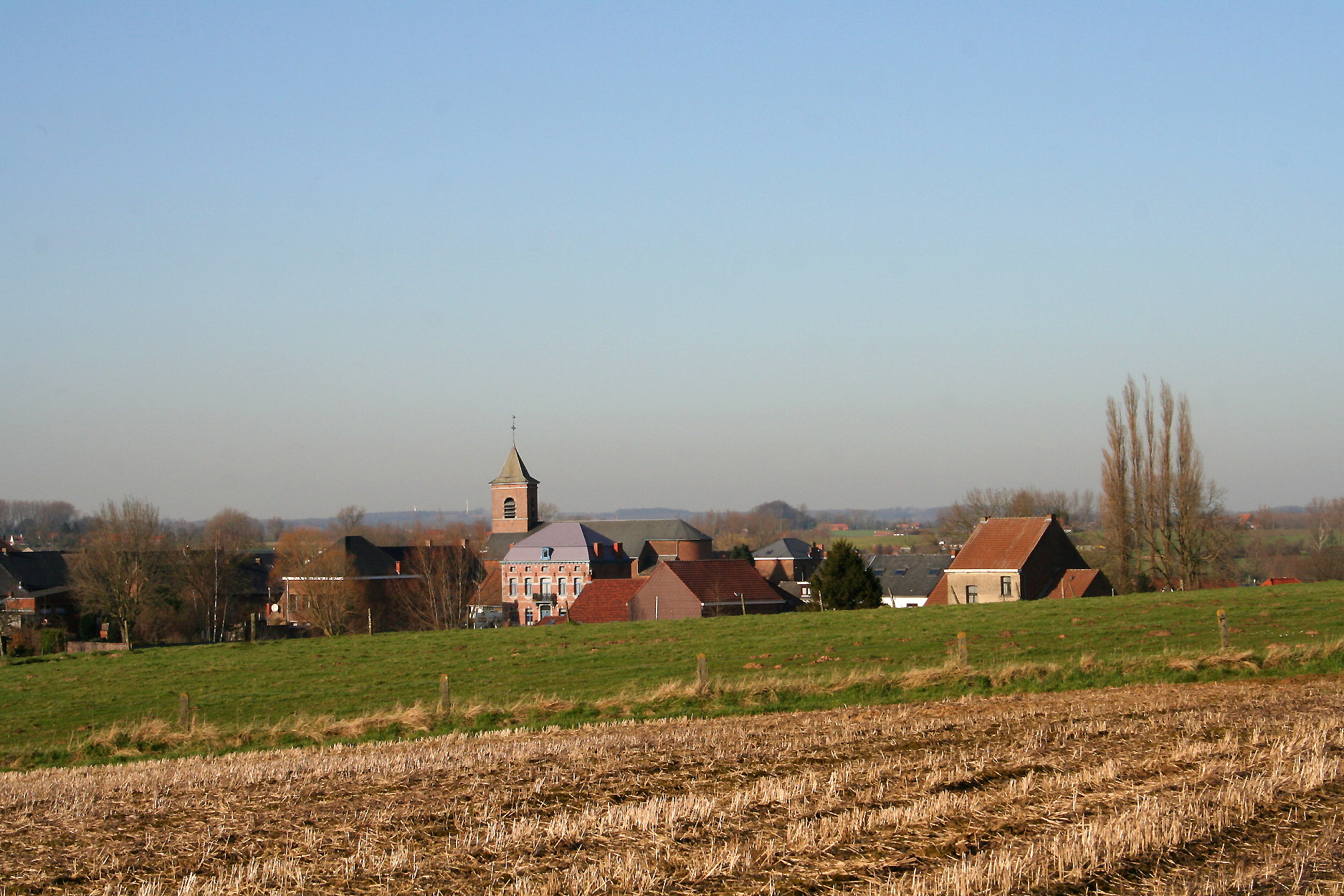
Zicht op Ostiches

## Nabijgelegen kernen
Papignies, Wannebecq, Wodecq, Lahamaide, Mainvault, Bouvignies, Rebaix